# Fell (cavallo)
Il Fell è il moderno equivalente di una razza ormai estinta, il Galloway scozzese, un cavallo da tiro di grande resistenza che probabilmente fu all'origine dei "cavalli da corsa" che a loro volta si evolsero nella razza purosangue. Prende il nome dai Fells, le creste rocciose sul versante occidentale dei monti Pennini nel Regno Unito. È un trottatore straordinario adatto sia a competizioni agonistiche di attacchi sia con la sella, ma possiede anche eccezionali doti di resistenza.

## Storia
I pony Fell sono originari del nord dell'Inghilterra e si trovano principalmente in Cumbria, nelle antiche contee di Cumberland e Westmorland, dove probabilmente vagavano da tempi preistorici. All'età del ferro gli equini erano in uso principalmente in Gran Bretagna. Avevano una media di 1,23 m di altezza e assomigliavano alla razza Exmoor moderna in termini di costituzione generale. Con la successiva occupazione romana vennero importati degli stalloni provenienti dalla Frisia, che migliorarono i soggetti già presenti e l'altezza media dei pony britannici divenne circa 1,32 m.
I Vichinghi usavano i pony per arare e tirare le slitte, oltre che per cavalcare e per attività da soma. Gli animali da lavoro erano tenuti a portata di mano nei villaggi, mentre il bestiame riproduttore viveva sulle colline dove erano presenti delle creste rocciose o "Fell", dalle quali prende il nome.
Dall'Undicesimo al Dodicesimo secolo i pony vennero utilizzati per lavori a lunga distanza, trasportando carichi di velli, articoli di lana, alimenti come formaggi, carne, pesce, conserve e minerali metalliferi locali. Erano utilizzati anche per la pastorizia e per cacciare i lupi che potevano attaccare le greggi sui sentieri. 
Dal Tredicesimo secolo ci fu un vivace commercio di lana in Belgio e i pony vennero usati per trasportare merci in tutto il paese. Il tipo Fell era particolarmente adatto a questo scopo essendo forte, un camminatore veloce, stabile e abbastanza piccolo da poter essere facilmente caricato. 
Dalla fine del Medioevo al Diciottesimo secolo, i cavalli da soma continuarono a trasportare merci importate. I Fell pony, conosciuto localmente come "Galloways", veniva usato anche per le gare di trotto, e per migliorarne le prestazioni venne incrociato con stalloni Norfolk e York-Shire Roadster.
A mano a mano che l'industria si sviluppava, i pony divennero necessari per trasportare rame, ferro e minerali di piombo dalle miniere nel nord-ovest dell'Inghilterra alle fonderie. Trasportavano ferro e percorrevano lunghe distanze attraverso il paese fino a Newcastle, tornando con il carbone. I Fell pony vennero usati dalle grande miniere del nord-est, come Ashington, fino al Ventunesimo secolo. Erano usati nel sottosuolo ed in superficie per lo spostamento di macchinari ed anche per il trasporto di prodotti caseari nella fattoria della miniera che sovrastavano i giacimenti minerari. Quando canali e ferrovie divennero il principale mezzo di trasporto, i pony sono rimasti un'ancora di salvezza per le comunità remote.
Gli allevatori del Pony iniziarono a registrare il pedigree nella seconda metà del Diciannovesimo secolo, ed i primi Fell pony vennero registrati nel "Polo and Riding Pony Stud Book" nel 1898. Nel 1922 la Fell Pony Society fu istituita nella sua forma attuale, non per "migliorarla" ma per mantenere pura la vecchia razza di pony di fronte all'allevamento incrociato per produrre cavalli da fattoria e vistosi animali da strada come il pony Wilson.
Pony di colore baio e marrone erano molto diffusi a quel tempo, è dalla seconda metà del Ventesimo secolo che il nero divenne il colore predominante, seguito da marrone, baio e grigio. I segni bianchi, sotto forma di stelle e piccole quantità di bianco sui pastorali posteriori sono rimasti piuttosto costanti nel corso dei decenni, ma nonostante ciò più della metà della popolazione di razza non ha segni bianchi. 
I ricchi anni '50 videro la crescente popolarità dell'equitazione per il piacere, un'attività che ha garantito il futuro a molte razza autoctone. Il numero di pony registrati presso la Fell Pony Society è aumentato costantemente, con iscrizioni di puledri superiori a 400 capi nel secondo decennio del Ventunesimo secolo.

## Morfologia

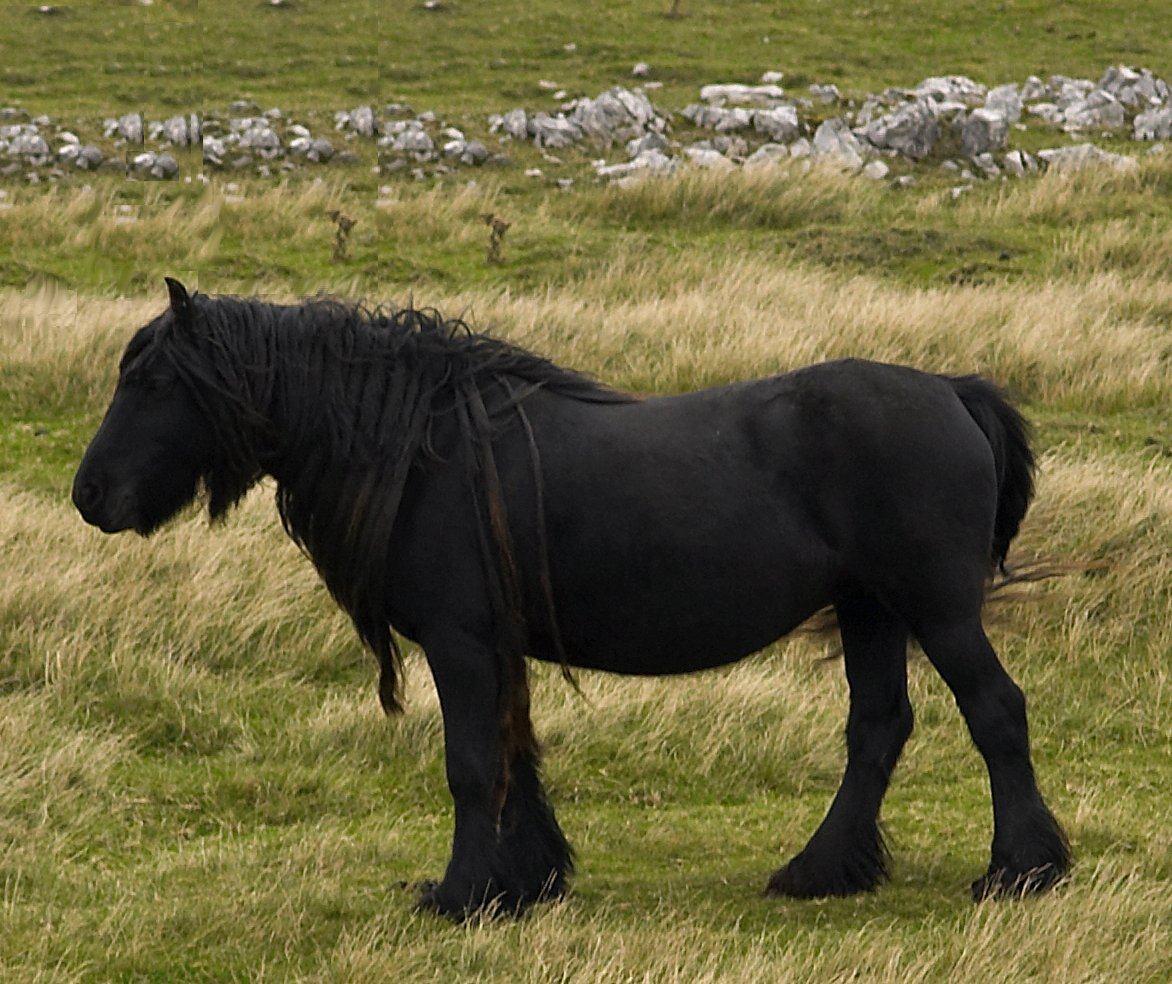
Morfologia Fell pony

Pony di tipo mesomorfo, dalle forme armoniche, la cui altezza al garrese può variare fra 132-142 cm.
- Mantello: di colore nero, baio, baio scuro, raramente grigio. Da preferirsi mantelli privi di macchie bianche, anche se sono tollerate una piccola stella sul muso, e balzane piccole sugli arti.
- Testa: piccola, profilo rettilineo oppure leggermente montonino, occhi vivaci, orecchie piccole, appuntite e ben inserite, narici ampie.
- Collo: piuttosto lungo e muscoloso, ben attaccato.
- Garrese: abbastanza rilevato, linea dorso-lombare lunga e dritta a volte leggermente insellata.
- Torace: ampio e profondo con costole ben estese e arrotondate.
- Groppa: larga, corta e leggermente obliqua.
- Crini: coda folta e lunga, attaccata bassa. Criniera ricca folta e sericea.
- Arti: solidi e ben muscolati, stinchi possenti e pastorali non troppo lunghi conferiscono notevole solidità agli arti. Nodelli provvisti di pelosità, zoccolo bluastro.[1]

## Influenze
- Frisone: diede una solida linea genealogica, un'ottima e solida struttura.
- Galloway: aggiunse velocità, carattere e passo sicuro.

## Utilizzo
Il Fell Pony è un cavallo adatto a tutti per il suo temperamento tranquillo, il suo passo sicuro anche nei terreni più impervi ma anche come cavallo da tiro che da sella. L'associazione “Riding for the Disable” li utilizza per insegnare alle persone con disabilità sia fisiche che mentali ad andare a cavallo. Per testare le sue qualità la Fell Pony Society organizza una gara annuale che consiste in un percorso che comprende vari livelli di difficoltà ed include l’attraversamento di colline tortuose, terreni paludosi e diversi percorsi naturali impervi. I Fell Pony sono generalmente abili saltatori per la loro agilità e sicurezza; le loro abilità sono messe in risalto soprattutto nelle competizioni di caccia. La diffusione degli attacchi, come attività sportiva ricreativa, ha permesso al Fell di trovare un ulteriore impiego anche ai giorni nostri, grazie alla sua grande resistenza e solidità. Inoltre il suo temperamento docile rende possibile trovare cavalli adatti a lavorare insieme come avviene nella pariglia e nella quadriglia. La sua versatilità gli permette di essere utilizzato anche nella silvicoltura leggera, nella pastorizia e nel trasporto dei turisti durante le escursioni. Alcuni Fell Pony vengono sia cavalcati che attaccati alla carrozza della famiglia reale britannica, infatti, la regina Elisabetta è solita fare passeggiate in groppa al Fell Pony nella sua residenza di Windsor.